# デビッド・J・グロブ
デビッド・J・グロブ（David J Grove）は、マオリ族の血を引くニュージーランド生まれのカウンセリング臨床心理士であり、Grovian Clean Language（和訳：クリーン言語）を創始した。
1980年代初期にはグロブはトラウマの記憶に対処するためにクリーン言語の基本概念を創始し、「クリーン言語」と名付け、その時点では、グロブは5個の基本となる質問を創案していた。クリーン言語の黎明期である1980年代初頭に、共通の同僚・友人によりグロブは英国の聖アンドリュー病院の上級臨床心理士であったカイ・ディビス・リン（Cei Davies Linn）に紹介された。それは、25年以上に渡るパートナーとしての共同研究・共同活動の始まりであった。1980年代初頭より、グロブと彼の妻でありパートナーであったカイ・ディビス・リンは共同でクリーン言語の理論、質問体系、セッション進行プロセスを発展させて、完成させ、さらに、空間を活用するクリーン・スペースとEmergent Knowledge（EK、知識の発生）を開発した。

## デビッド・グロブの生い立ち
グロブはニュージーランドのタウランガで生まれた。グロブの父親のアランはパウキアフェリーのキャプテンで母親はマオリ族のワイカト・タヌイ部族の出身の看護婦であった。タヌイ部族はホツロアの直系の子孫であると考えられている。ホツロアはタヌイカヌーのキャプテンであり、およそ八百年前にポリネシアンが海洋をカヌーで航海してニュージーランドに上陸した時の「海洋を航海する偉大なるカヌー」の一員であった。
グロブのマオリ族の血筋はグロブが「クリーン・スペース」という空間を活用したクリーン言語の方法を、臨床心理療法の中で心理療法の整合性（therapeutic congruency）を保持しつつ発展させる上で多大な影響を及ぼした。
グロブの父方の祖父はホメオパシーの専門家でこの分野において幾冊もの著書がある。グロブは5人兄弟姉妹の末っ子で幼少時代をニュージーランドのノース・アイランドで過ごしていたが、当時は両親が救世軍に勤めており、グロブ家はノース・アイランド内を何回も引っ越した。14歳の時にグロブは奨学金を得てオークランド・グラマー・スクールに通うようになり、彼の父方の祖父母と暮らし始めた。グロブ自身によれば、彼の人格形成期に彼のマオリ族のルーツ、彼自身のトフガスの学習、マオリ族のヒーラー、祖父からのホメオパシーの教えから最も深遠なる影響を受けたとのことである。

## グロブのキャリア発展：動物学から臨床心理分野への転換
グロブは1971年にニュージーランドのカンタベリー大学で動物学の学位を修得した。当初は、獣医学の道を進む計画であったのだが、修士課程ではダニーデンのオタゴ大学で経営学を専攻した。その間、グロブの最初の妻、マリリンは子供の介護施設で特殊介護の必要な子供たちと青年の世話をした。その後、ダンニーディンで皮革製品工場を経営したが、1979年に救世軍と契約を結び、カリフォルニア州のサンタモニカに移住した。そこでは、グロブは彼の元々の関心に戻り観鯨 ツアーを率いた。
グロブ夫妻の離婚後、グロブは1982年にミネソタ州のウィノナ州立大学でカウンセリング心理学の修士号を修得した。グロブの初期の臨床経験は救世軍の成長障害のある個々人のためのプログラムのカウンセラーであったり、カリフォルニア州の結婚と家族のカウンセリング協会（Association of Marriage and Family Therapists）でのトレーニングを含む。その後、グロブはカリフォルニア州のこの団体の中でコンサルティングも行うようになる。カウンセリングを通して、グロブの関心はますます患者がトラウマ体験（外傷的体験）を描写するのに用いる言葉に向けられ、グロブは自身のセミナーを開催する「セラピーのテクノロジー」という会社を設立する。グロブによると、子供が文法を学習する時期に学校を休学していたために、特に言葉の構成について熟知しようと決断した、とのことである。また、ミシガン州のアンアーバーのクリニックでカウンセリングを行い、米国中でセミナーを開催した。グロブはジェイ・ヘイリー（Jay Haley）とサルバドール・ミヌチン（Salvador Minuchin, Structural Family Therapist）のもとでトレーニングを受けた。

## 生涯のパートナー、カイ・ディビス・リンとの出会い
グロブは英国を訪れ、サリー州のクールスドンのロンドン・フォービア団体のコンサルタントとなった。この団体は英国政府登録の慈善団体であったが、今はもう活動を停止している。この時期に、グロブは、共通の同僚・友人を通して英国ノーサンプトン州の聖アンドリュー病院の上級心理セラピストのカイ・デイビス・リン（Cei Davies Linn）に紹介される。その時点でグロブはトラウマ治療の原則と5個のクリーン言語の初期の質問を編み出しており、米国と英国で何度もセミナーとワークショップを開いていた。 
カイ・ディビス・リンは、グロブに紹介される以前から、臨床心理のセッションでクライアントが用いる言葉に深い関心を持ち、独自の研究を進めていた。カイ・ディビス・リンは、グロブと同様に、認識論を勉強し、ミルトン・エリクソンの手法を研究し、自分のクライアントの提出するメタファーを用いてセッションを進行させる試みを展開していた。二人は、米国と英国と離れて活動していたのにもかかわらず、互いの研究活動内容は共通していたのである。その理由により、紹介される以前から、彼らは共通の同僚・友人を通してお互いの存在を知っていた。グロブはカイ・デイビス・リンに紹介された直後より、共に臨床心理面での共同研究と共同活動を始めた。以降、グロブとカイ・ディビス・リンは、全米を網羅したセミナー・トレーニング活動を行い、ニュージーランド、英国でも幅広くセミナー活動、講演、大学での講義を行った。
二人の共同活動の中でクリーン言語の質問は何度も練り直され、削除された質問もある。また、「それは、どのような・・・・ですか」（What kind of ….. ?）、「どのようにして・・・・だとわかりますか。」（How do you know …..?）等の新しい質問も二人の共同活動の中で考案された。1980年代半ばまでは、セッション進行のプロセスは時間を進める手法のみが使用された。1980年代後半になり、初めて、カイ・ディビス・リンがセッションの中で時間を遡る方法を独自に創案し、「・・・・の少し前には何が起こりますか。」（What happens just before …….. ?）、「・・・・・はどこから来ましたか。」（Where could …… come from ?）という時間を遡る質問を考案した。1980年末までには、グロブは空間を用いる手法に関心を深め、クリーン言語への関心を薄めていっtた。しかし、カイは、クリーン言語とクリーンな空間（クリーン・スペース）を統合する４象限モデルを創案し、グロブはクリーン言語への関心を取り戻し、その４象限モデルを大いに活用した。（クリーン言語の発展の歴史については、クリーン言語の項を参照）
1980年代末には、クリーン言語はその理論枠、質問体系、セッション進行プロセスにおいて完成を見た。

## 国際シンポジウムの開催とエルドン・リトリート センターの開設
1985年にはグロブはロンドンのインペリアル・カレッジでストレスと病的不安症の国際シンポジウムを開催した。300人もの参加者が英国内外から出席したこのシンポジウムでは70人の著名な精神科医と心理学者が発表した。その中には、オーストラリアのシドニー大学の教授、カリフォルニア州立大学デイビス校、テンプル大学、ニュージーランドのオタゴ大学の教授陣が含まれ、著名な精神科医のロナルド・D・レイン（R. D. Laing）も講演を行った。グロブとカイ・デイビス・リンはR.D.ラングと数々の会議で共に発表を行う。このシンポジウムの発表者には以下のプロフェッショナルが含まれる：アイザック・マーク（Issac Marks, MD、ロンドンの精神医学協会の名誉教授）、アレン・ゴールドスタイン（Allen Goldstein、米国フィラデルフィアのテンプル大学のAgoraphobia and Anxiety Programmeディレクター）、ダイアン・L・チャンブレス（Dianne L. Chambless、ペンシルベニア大学、心理学部）、P.J.ワトソン（P.J.Watson、ロンドンのガイ医学大学の精神医学部長）、C.バス（C. Bass, MD、ロンドンのキング・カレッジ医学部）。当時のロンドンタイムズ紙もこのシンポジウムを報じた。
ロンドンの会議後もグロブとディビス・リンは米国、英国、オーストラリア、ニュージーランドをハードなスケジュールで旅行をして回り、セミナー、トレーニング、リトリートを開催した。その間、ロナルド・D・レイン（R. D. Laing、「引き裂かれた自己」の著者、著名な精神科医）等と共同でセミナーを開催したり、会議での発表をした。最終的にロナルド・D・レインの「そんなに旅行ばかりして回るのは狂気の沙汰だよ。リトリート・センターを設立して、クライアントやカウンセラーを君たちのセンターの来させればいい。」という助言を受けて1990年、米国のミズーリ州に70エイカーに渡る土地にエルドン・リトリート・センター（Eldon Retreat Center）を設立した。
その後10年間、グロブとディビス・リンはエルドンをベースとして臨床心理士、カウンセラーのトレーニングとクライアントの治療を続けた。そのトレーニング・コースとして3レベルからなる「メンタルヘルス分野のプロフェッショナルのための能力ベースによるトレーニング」（Competency Based Training for Mental Health Professionals）を設定した。このトレーニング・コースの扱う分野は、トラウマの記憶を解消する（Resolving Traumatic Memories）、内部に保存されている傷ついた子供のヒーリング（Healing the Wounded Childwithin） 、怒りと罪悪感と恥の感情の解消（Resolving Feelings of Anger, Guilt and Shame）、パーソナル・ジャーニー：人生という旅 の回顧と将来への展望（Personal Journeys）、という内容を含む。これらのトレーニング・コースはデビッド・グロブ・セミナーという会社名のもとに開催された。そのクリーン言語の認定コースは、エルドン時代以降は終了し、現在の時点では、グロブのクリーン言語の認定コースは存在しない。

エルドン時代は、臨床心理士、心理学者、大学講師、教授、カウンセラーと共にその他の分野の様々な知識人がエルドンを訪れ、知的刺激に満ちた時代であった。7月の独立記念日には毎年恒例の集中講座が開設され、「この時期に自分は最も創造力に満ちていた。」とグロブは回顧している。

## エルドン時代を終えて
エルドン・センターは1999年11月に閉じられ、グロブとディビス・リンはセミナー旅行を開始する。その後、二人の離婚後も、英国でグロブとリンは共同研究と活動を続けた。
離婚後は、ディビス・リンは英国に戻り、2000年に入ると、グロブは米国よりも英国、ヨーロッパで活動をするようになった。その間、英国では、グロブとリンの開発したクリーン言語の質問は別の派で使用されるようになり、他の派では理論的枠組みも異なり、セッションのプロセス手法が変化していった。2000年半ば頃では、グロブは、ワークショップでは全般に空間を活用する手法（クリーン・スペース、EK）を用い、1980年代に創案された幾つかのモデルと共に総合して使うことも多くあった。
2005年頃には、グロブはカイと共にクリーン言語のルーツに戻るために米国を拠点とする計画を思案し始めた。彼らの長年の旧友であり同僚であるカンザス市の心理学者、スティーブ・ブリッグはその計画を熱心にサポートした。2008年1月のグロブの突然の死去の前には、グロブとディビス・リンは2008年夏には米国に帰り、グロブが自らの「第二のメンター」と呼んだシステム・サイエンティストとブリッグの協力のもと、クリーン言語の新しい理論構築と新しくセミナー・シリーズを開始する計画であった。
グロブの死去後、ディビス・リンは、スティーブ・ブリッグとグロブの「第二のメンター」と共に、クリーン言語の理論をとプロセスをさらに発展させている。また、カイ・ディビス・リンは英国郊外で、ノーベル賞受賞科学者、舞台俳優、重役、政治家、そして小学生に至るまで幅広いクライアントの治療に当たるとともにクリーン言語のトレーニングを開催し、特に近年はトレーニング活動を増やしている。英国王立医学協会（British Royal Medical Association）その他の機関でもクリーン言語のセミナーを開き、執筆活動を行っている。2014年、2015年には、ロス・アンジェルスのカウンセリングの協会とエグゼキュティブ・コーチに招聘され、国際コーチング連盟（International Coaching Federation）認可のセミナーを開催し、2015年には、日本産業カウンセリング学会の大会に特別ゲストとして招待され、講演と講義を開催した。現在、日本初のグロビアンClean Language（クリーン言語）のトレーニングも企画中であり、再来日も計画している。